# Фредериксен, Иван
Ива́н Фредери́ксен (дат. Ivan Frederiksen) — датский кёрлингист и тренер по кёрлингу.
В составе мужской сборной Дании участник и призёр чемпионатов мира и Европы. Восьмикратный чемпион Дании среди мужчин.

## Достижения
- Чемпионат мира по кёрлингу среди мужчин: бронза (1990).
- Чемпионат Европы по кёрлингу: серебро (1993).
- Чемпионат Дании по кёрлингу среди мужчин: золото (1986, 1989, 1990, 1992, 1997, 1998, 2007, 2011)[2].

## Команды
| Сезон   | Четвёртый         | Третий           | Второй           | Первый           | Запасной                                               | Турниры                                           |
| ------- | ----------------- | ---------------- | ---------------- | ---------------- | ------------------------------------------------------ | ------------------------------------------------- |
| 1985—86 | Томми Стьерне     | Пер Берг         | Петер Андерсен   | Иван Фредериксен | Микаэль Харри (ЧМ)                                     | ЧЕ 1985 (4 место) · ЧДМ 1986 · ЧМ 1986 (8 место)  |
| 1986—87 | Томми Стьерне     | Пер Берг         | Петер Андерсен   | Иван Фредериксен |                                                        | ЧЕ 1986 (7 место)                                 |
| 1988—89 | Томми Стьерне     | Пер Берг         | Петер Андерсен   | Андерс Сёдерблом | Иван Фредериксен                                       | ЧДМ 1989 · ЧМ 1989 (6 место)                      |
| 1989—90 | Томми Стьерне     | Пер Берг         | Петер Андерсен   | Андерс Сёдерблом | Иван Фредериксен                                       | ЧДМ 1990 · ЧМ 1990                                |
| 1990—91 | Томми Стьерне     | Пер Берг         | Иван Фредериксен | Андерс Сёдерблом | Петер Андерсен                                         | ЧЕ 1990 (9 место)                                 |
| 1991—92 | Томми Стьерне     | Пер Берг         | Петер Андерсен   | Андерс Сёдерблом | Иван Фредериксен                                       | ЧДМ 1992                                          |
| 1992—93 | Томми Стьерне     | Пер Берг         | Петер Андерсен   | Иван Фредериксен | Андерс Сёдерблом                                       | ЧЕ 1992 (8 место)                                 |
| 1993—94 | Томми Стьерне     | Пер Берг         | Петер Андерсен   | Иван Фредериксен | Андерс Сёдерблом                                       | ЧЕ 1993                                           |
| 1994—95 | Томми Стьерне     | Андерс Сёдерблом | Петер Андерсен   | Иван Фредериксен |                                                        |                                                   |
| 1995—96 | Томми Стьерне     | Пер Берг         | Петер Андерсен   | Иван Фредериксен | Андерс Сёдерблом тренер: Франтс Гуфлер                 | ЧЕ 1995 (9 место)                                 |
| 1996—97 | Томми Стьерне     | Герт Ларсен      | Петер Андерсен   | Андерс Сёдерблом | Иван Фредериксен                                       | ЧДМ 1997                                          |
| 1997—98 | Томми Стьерне     | Герт Ларсен      | Петер Андерсен   | Андерс Сёдерблом | Иван Фредериксен                                       | ЧДМ 1998 · ЧМ 1998 (7 место)                      |
| 1998—99 | Томми Стьерне     | Герт Ларсен      | Петер Андерсен   | Иван Фредериксен | Андерс Сёдерблом тренеры: Микаэль Квист, Олле Брудстен | ЧЕ 1998 (7 место)                                 |
| 2004—05 | Йонни Фредериксен | Ларс Виландт     | Кеннет Хертсдаль | Бо Йенсен        | Иван Фредериксен тренер: Рене Арнсфельт                | ЧМ 2005 (11 место)                                |
| 2006—07 | Йонни Фредериксен | Ларс Виландт     | Бо Йенсен        | Кеннет Хертсдаль | Иван Фредериксен тренер: Рене Арнсфельт (ЧМ)           | ЧЕ 2006 (8 место) · ЧДМ 2007 · ЧМ 2007 (11 место) |
| 2010—11 | Томми Стьерне     | Андерс Сёдерблом | Петер Андерсен   | Иван Фредериксен | Пер Берг                                               | ЧДМ 2011                                          |
| 2012—13 | Томми Стьерне     | Андерс Сёдерблом | Пер Берг         | Иван Фредериксен | Петер Андерсен                                         | ЧДМ 2013 (6 место)                                |
| 2013—14 | Томми Стьерне     | Пер Берг         | Петер Андерсен   | Андерс Сёдерблом | Иван Фредериксен                                       | ЧДМ 2014 (6 место)                                |
| 2014—15 | Томми Стьерне     | Андерс Сёдерблом | Петер Андерсен   | Иван Фредериксен |                                                        |                                                   |

(скипы выделены полужирным шрифтом)

## Результаты как тренера национальных сборных
| Год  | Турнир                                           | Сборная             | Место |
| ---- | ------------------------------------------------ | ------------------- | ----- |
| 2004 | Чемпионат мира по кёрлингу среди юниоров 2004    | Дания (юниоры муж.) | 10    |
| 2005 | Первенство Европы по кёрлингу среди юниоров 2005 | Дания (юниоры муж.) | 1     |

## Частная жизнь
Его сын Йонни Фредериксен — также известный датский кёрлингист, призёр чемпионатов мира и Европы, участник зимних Олимпийских игр 2010.